# Arcadia Women's Pro Open
L'Arcadia Women's Pro Open è un torneo professionistico femminile di tennis giocato su campi in cemento dell'iTennis Arcadia con un montepremi di $60,000. Fa parte dell'ITF Women's World Tennis Tour. Si gioca annualmente a Arcadia, Stati Uniti. Nel 2024 passa alla categoria W35 con il montepremi più che dimezzato, a $30.000, l'anno seguente viene marginalmente aumentato, portandolo a $30.000.

## Albo d'oro

### Singolare
| Anno | Categoria   | Campionessa    | Finalista    | Punteggio     |
| ---- | ----------- | -------------- | ------------ | ------------- |
| 2022 | ITF $60,000 | Sara Errani    | Arantxa Rus  | w/o           |
| 2023 | ITF $60,000 | Rebecca Marino | Alycia Parks | 7–6(0), 6–1   |
| 2024 | ITF $25,000 | Fiona Crawley  | Ashley Lahey | 4–6, 6–2, 7–5 |
| 2025 | ITF $30,000 | Kayla Cross    | Iva Jovic    | 6–2, 7–6(6)   |

### Doppio
| Anno | Categoria   | Campionesse                          | Finaliste                   | Punteggio |
| ---- | ----------- | ------------------------------------ | --------------------------- | --------- |
| 2022 | ITF $60,000 | Ashlyn Krueger Robin Montgomery      | Harriet Dart Giuliana Olmos | w/o       |
| 2023 | ITF $60,000 | Francesca Di Lorenzo Christina Rosca | Rina Saigō Yukina Saigō     | 6–1, 6–1  |
| 2024 | ITF $25,000 | Angela Kulikov Ashley Lahey          | Haley Giavara Brandy Walker | 6–3, 6–2  |
| 2025 | ITF $30,000 | Victoria Osuigwe Alana Smith         | Aldila Sutjiadi Janice Tjen | 6–3, 6–4  |